# منتخب جمهورية الكونغو لكرة السلة للسيدات
منتخب جمهورية الكونغو لكرة السلة للسيدات (بالفرنسية: Équipe du Congo de basket-ball féminin) هو ممثل جمهورية الكونغو الرسمي في المنافسات الدولية في كرة السلة للسيدات.